# Huangmaoling Xiang
Huangmaoling Xiang (kinesiska: 黄茅岭, 黄茅岭乡) är en socken i Kina. Den ligger i provinsen Yunnan, i den sydvästra delen av landet, omkring 230 kilometer söder om provinshuvudstaden Kunming. Antalet invånare är 18 732. Befolkningen består av 8 614 kvinnor och 10 118 män. Barn under 15 år utgör 25,0 %, vuxna 15-64 år 67 %, och äldre över 65 år 7,0 %.
Genomsnittlig årsnederbörd är 2 350 millimeter. Den regnigaste månaden är juli, med i genomsnitt 541 mm nederbörd, och den torraste är februari, med 32 mm nederbörd.